# Einser-Kanal

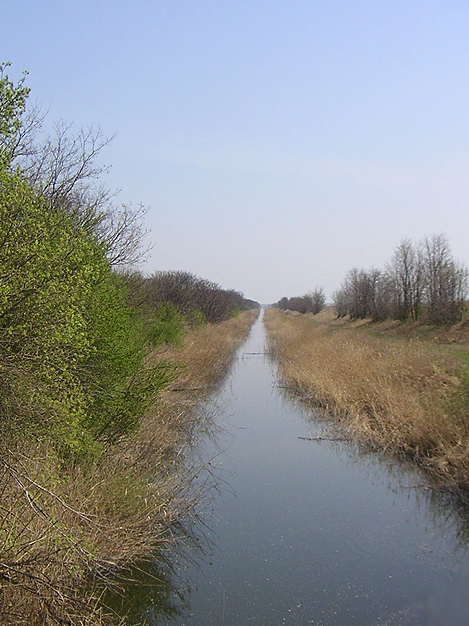
Kanał Einser koło Pamhagen

Kanał Einser (niem. Einser-Kanal, węg. Hansági-főcsatorna) – kanał na pograniczu Austrii (kraj związkowy Burgenland) i Węgier (komitat Győr-Moson-Sopron), łączący Jezioro Nezyderskie z Dunajem poprzez rzekę Rábca.
Kanał ma około 30 km długości i przebiega przez terytorium Węgier, a w środkowym odcinku na długości 17 km tworzy granicę z Austrią. Kanał jest z obu stron obwałowany, jego brzegi porasta pas trzciny o  szerokości 2–4 m.
Kanał został wykopany w 1895 przez ówczesne Królestwo Węgierskie w celu osuszenia obszaru błot zwanego Hanság (niem. Waasen) na wschodnim brzegu Jeziora Nezyderskiego oraz umożliwienia regulacji poziomu wód w tym jeziorze. Jezioro Nezyderskie przy wysokim stanie wody regularnie zalewało leżące nad nim wsie, a przy niskim – wysychało, nawet całkowicie. Kanał zarówno odprowadza nadmiar wód jeziora do Dunaju, jak i pozwala na zasilenie jeziora wodami tej rzeki. Działanie kanału doprowadziło do obniżenia poziomu soli w Jeziorze Nezyderskim i do zmian w powierzchni trzciny porastającej to jezioro.

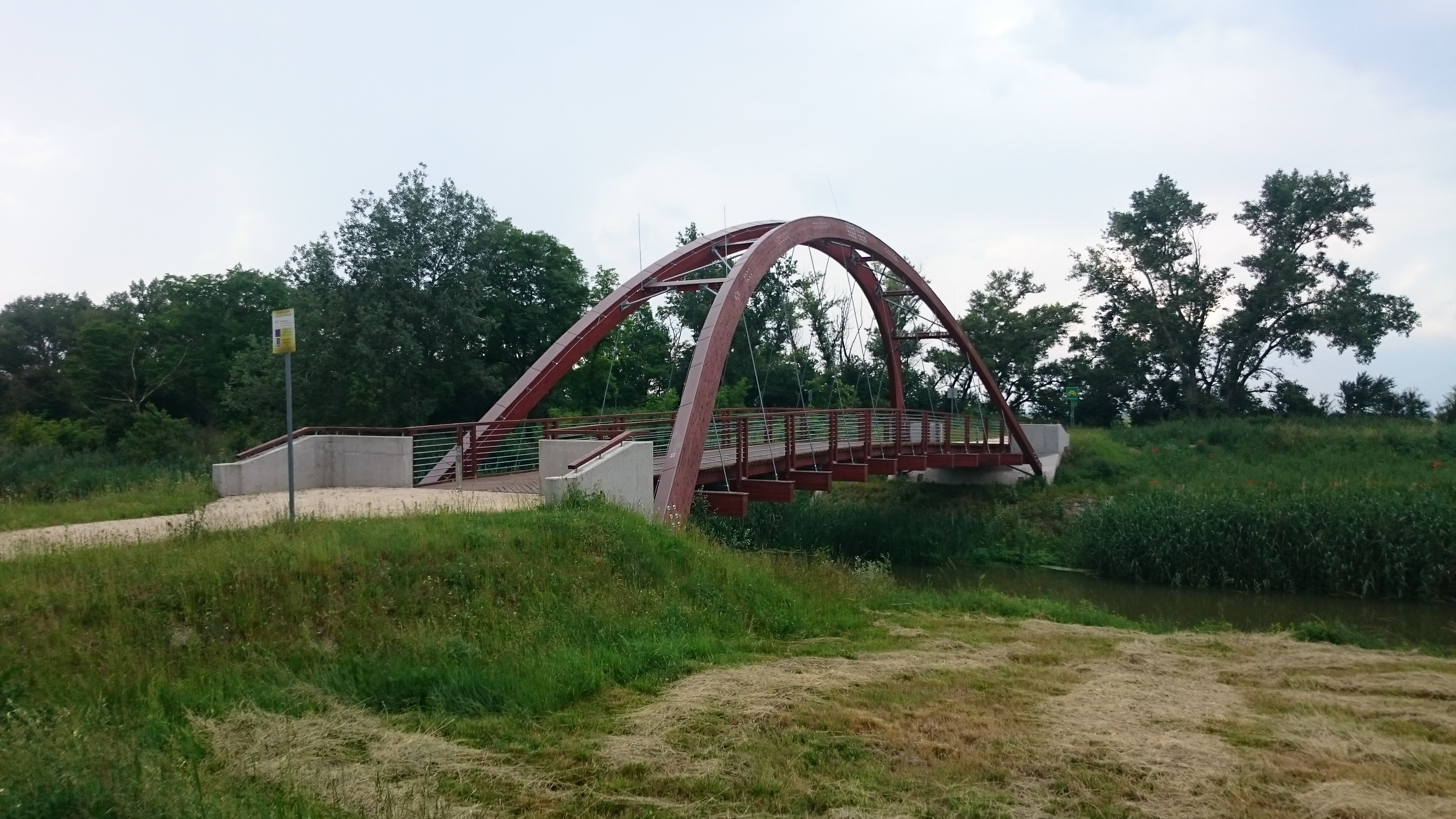
Most barona Gustava Berga na południe od Wallern
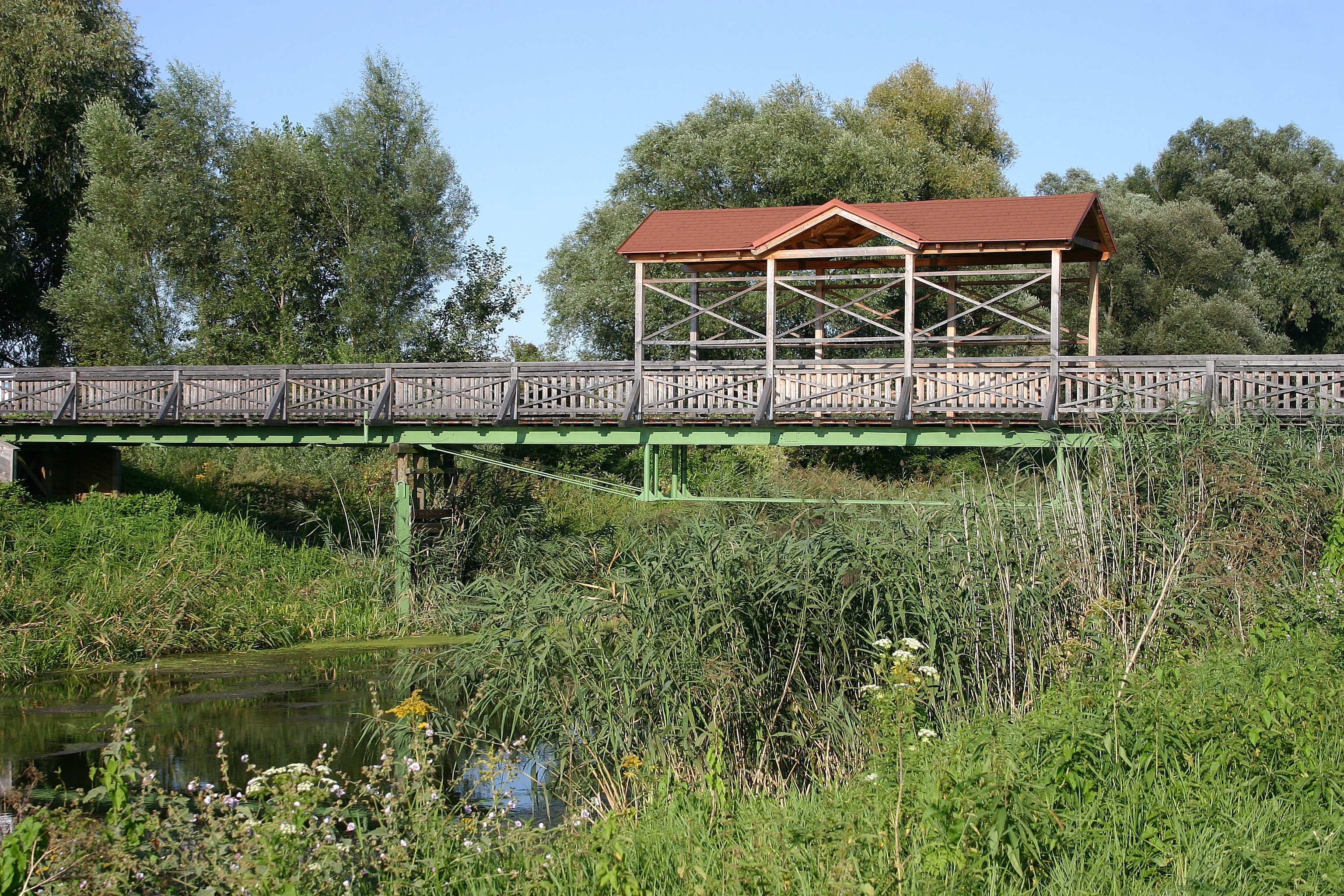
Most w Andau
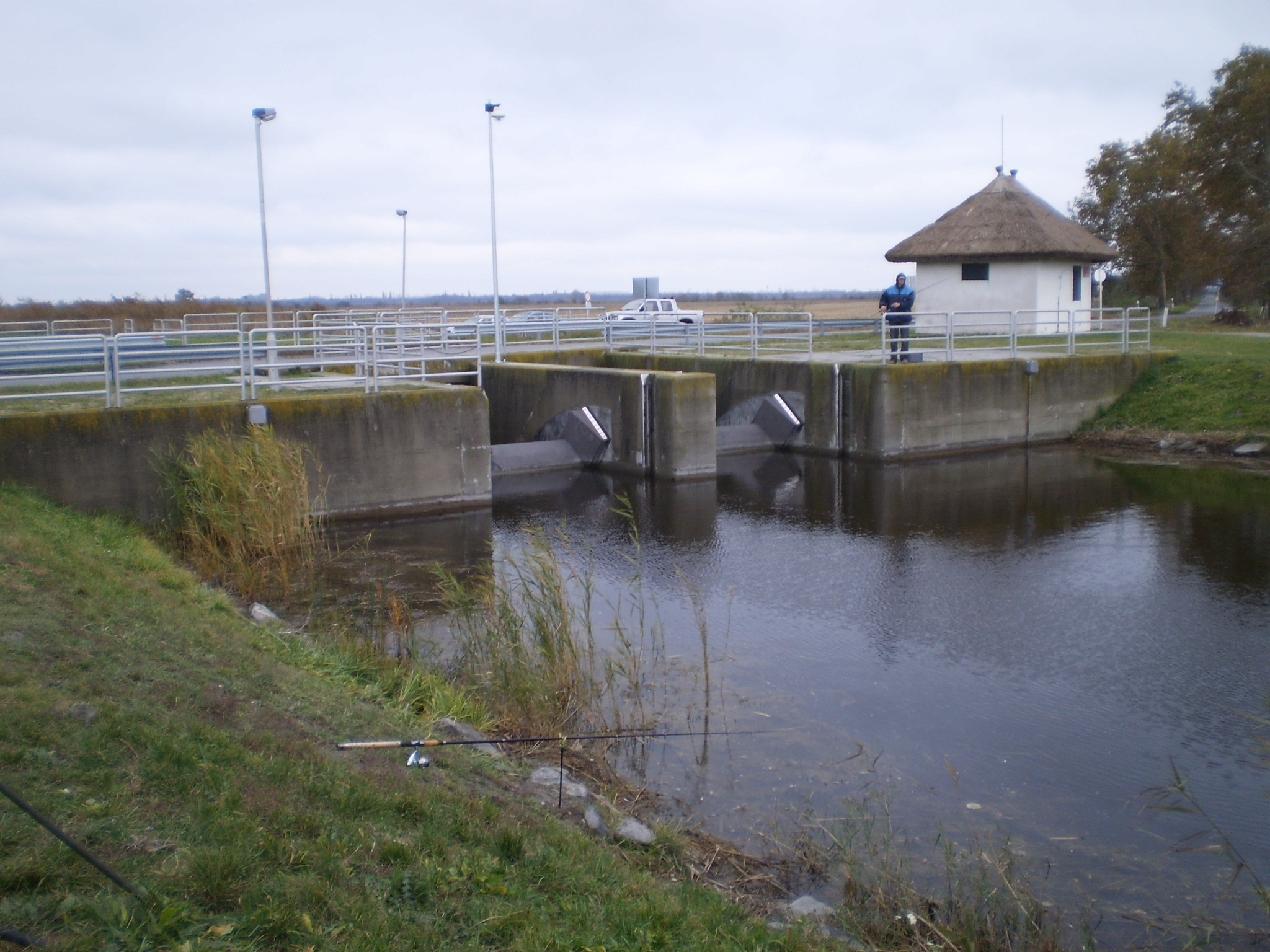
Jaz na Kanale Einser